# Jaap van Leeuwen
Jaap van Leeuwen (Leiderdorp, 6 aprile 1892 – Amsterdam, 1º maggio 1978) è stato un partigiano, attivista per i diritti delle persone omosessuali olandese. Ha partecipato alla Resistenza olandese durante la seconda guerra mondiale. Nel periodo 1946-1960 è stato uno dei principali esponenti della lotta per l'emancipazione degli omosessuali.

## Rivista omosessuale
Era un uomo colto, figlio di genitori benestanti (suo padre era veterinario). Dopo aver abbandonato gli studi in giurisprudenza a Utrecht, divenne funzionario; in seguito fu ricercatore storico-genealogico.
Fu coinvolto nel Nederlandsch Wetenschappelijk Humanitair Komitee (NWHK), un'associazione pionieristica per l'emancipazione degli omosessuali fondata nel 1912 dal Jacob Anton Schorer. Per oltre trent'anni mantenne una corrispondenza con Schorer. Ma voleva di più: una rivista dedicata agli omosessuali, sul modello della rivista svizzera Menschenrecht, e un circolo di persone affini. Dopo sei mesi di preparativi, insieme a Han Diekmann e Niek Engelschman, nel marzo del 1940 uscì il primo numero della rivista intitolata Levensrecht. Vi scriveva sotto lo pseudonimo di Arent van Santhorst. Quando due mesi dopo i tedeschi occuparono i Paesi Bassi, il terzo numero di Levensrecht era appena stato distribuito. Solo dopo la guerra la pubblicazione poté riprendere. L'elenco degli abbonati, circa 190 nomi e indirizzi, fu distrutto per paura di persecuzioni da parte tedesca. Tuttavia aveva memorizzato tutti i nomi e gli indirizzi.

## Resistenza
Durante la guerra, si unì al gruppo Parool. Nell'autunno del 1941 la sezione di distribuzione alla quale partecipava fu tradita e lui fu arrestato. Dopo sette mesi di prigionia, durante i quali non rivelò nulla, fu rilasciato. In quel periodo era nascosto presso la famiglia Addicks ad Amsterdam, ma prima del suo arresto aveva trasferito tutti i libri e documenti compromettenti presso i genitori a Zeist. Quando tornò dalla famiglia Addicks, scoprì che vi era stata un'irruzione e tutto ciò che si trovava nella sua stanza era stato portato via o distrutto.
Nel 1943 dovette nuovamente nascondersi perché il Sicherheitsdienst era tornato a cercarlo. Dalla corrispondenza conservata emerge che continuò il suo lavoro nella resistenza. Gli era facile assumere una nuova identità, poiché, essendo omosessuale, era abituato a condurre una doppia vita già prima della guerra. Le lettere venivano lasciate ai chioschi come "poste restante" e lui utilizzava di nuovo il suo vecchio pseudonimo, Arent van Santhorst, come nome da resistente.

## Associazione omosessuale
Dopo la guerra, lui ed Engelschman poterono fondare di nuovo una rivista mensile insieme al tesoriere Jo van Dijk, e anche un'associazione per omosessuali, la Shakespeare Club. Van Leeuwen era segretario, Engelschman presidente. Dopo infinite difficoltà con autorità e polizia, nel 1948 il nome fu cambiato in Cultuur en Ontspannings Centrum (C.O.C., oggi scritto senza punti); la rivista mensile prese il nome di Vriendschap (Amicizia). Scrisse numerosi articoli per la rivista.
Fondò anche la biblioteca del COC e raccolse instancabilmente libri e riviste in cui si parlava di omosessualità.  
Nella sede del COC, De Schakel, gestiva una bancarella con libri nuovi e usati in vendita.
Negli ultimi anni della sua vita Van Leeuwen si isolò. Il COC aveva preso un'altra direzione e lui non si sentiva più a casa. Nel 1991, nel quartiere dell'Emancipatiebuurt nel rione Goffert a Nimega, gli è stata intitolata una via.

## Biblioteca Van Leeuwen
Dopo la guerra, cercò con grandi sforzi e risorse di ricostruire la biblioteca del NWHK, sciolta nel 1940, del suo caro amico Jacob Schorer. Inoltre, aveva costruito la biblioteca del COC e una vasta collezione privata. "Quando non ci sarò più, tutto sarà per il COC", diceva spesso. Tuttavia, alla sua morte nel 1978, non risultava nulla di formalizzato. Il segretario generale del COC, Rob Tielman, riuscì allora a salvare la preziosa collezione dal letto di morte di Van Leeuwen, sottraendola alla famiglia, che non aveva simpatia per l'omosessualità.
Queste collezioni furono raccolte nella cosiddetta Biblioteca Van Leeuwen, che includeva anche l'antica collezione del COC e la biblioteca e il sistema di documentazione della Stichting Dialoog. La Biblioteca Van Leeuwen comprendeva opere del periodo 1870-1970 e fu inizialmente ospitata nell'edificio di Keizersgracht 10, dove erano presenti anche diverse biblioteche e centri di documentazione del movimento femminista.
Nel 1988 la Biblioteca Van Leeuwen fu trasferita all'Homodok, oggi noto come IHLIA LGBTI Heritage. La collezione di circa 900 libri per ragazzi raccolta da Jaap van Leeuwen fu nel 1989 trasferita da Homodok al NBLC Boek & Jeugd, da dove nel 1997 giunse alla Biblioteca reale dei Paesi Bassi all'Aia.